# Castrotierra de la Valduerna
Castrotierra de la Valduerna es una pedanía del municipio de Riego de la Vega, en la provincia de León, comunidad autónoma de Castilla y León, España.

## Geografía

### Ubicación
| Noroeste: Tejados               | Norte: Bustos              | Noreste: Riego de la Vega          |
| Oeste: Fresno de la Valduerna   |                            | Este: Palacios de la Valduerna     |
| Suroeste Posada de la Valduerna | Sur: Valle de la Valduerna | Sureste: Miñambres de la Valduerna |

## Demografía
Evolución de la población
| Gráfica de evolución demográfica de Castrotierra de la Valduerna entre 2000 y 2016 |
|                                                                                    |
| Población de derecho (2000-2016) según el padrón municipal del INE                 |